# Kabaš (Vitina)
Pour les articles homonymes, voir Kabaš.
Kabash en albanais et Kabaš en serbe latin (en serbe cyrillique : Кабаш) est une localité du Kosovo située dans la commune/municipalité de Viti/Vitina, district de Gjilan/Gnjilane (Kosovo) ou district de Kosovo-Pomoravlje (Serbie). Selon le recensement kosovar de 2011, elle compte 2 324 habitants, dont une majorité d'Albanais.

## Démographie

### Évolution historique de la population dans la localité
| 1948 | 1953  | 1961  | 1971  | 1981  | 1991  | 2011  |
| ---- | ----- | ----- | ----- | ----- | ----- | ----- |
| 981  | 1 150 | 1 264 | 1 747 | 2 300 | 2 676 | 2 324 |

|  |